# Mi camino es amarte
Mi camino es amarte là một bộ phim truyền hình Mexico do Nicandro Díaz González sản xuất cho Televisa, với sự tham gia của Susana González, Gabriel Soto, Mark Tacher và Ximena Herrera. Bộ phim dựa trên loạt phim truyền hình Chile El camionero năm 2016 do Luis López Aliaga sáng tác. Bộ phim được phát sóng trên Las Estrellas từ ngày 7 tháng 11 năm 2016 đến ngày 12 tháng 3 năm 2023.

## Diễn viên
- Susana González vai Daniela Gallardo[4]
- Gabriel Soto vai Guillermo "Memo" Santos Pérez[5]
- Mark Tacher vai Fausto Beltrán
- Ximena Herrera vai Karen Zambrano
- Sara Corrales vai Úrsula Hernández
- Mónika Sánchez vai Amparo Santos
- Sergio Reynoso vai Humberto Santos
- Leonardo Daniel vai Eugenio Zambrano
- Fabián Robles vai Aarón Peláez
- Alfredo Gatica vai César Ramírez
- Camille Mina vai Isabella Beltrán
- André Sebastián vai José María "Chema" Hernández
- Ara Saldívar vai Jesusa "Chuchita" Galván
- Julián Figueroa vai Leonardo Santos
- María Prado vai Nélida
- Araceli Adame vai Berenice
- Karla Esquivel vai Gabriela "Gaby" Hernández
- Rodrigo Brand vai Juan Pablo "Juanpa" Gallardo
- Diana Haro vai Guadalupe "Lupita" Hernández
- Carlos Said vai Sebastián Zambrano
- Alberto Estrella vai Macario Hernández
- Gabriela Zamora vai Yolanda[6]
- Maya Tierrablanca vai Graciela "Grace"
- Nicole Curiel vai Estefanía Maldonado[7]
- Rosa Gloria Chagoyán vai Lola "La Trailera"[8]

### Ngôi sao khách mời
- Claudia Álvarez vai Olivia[9]
- Íngrid Martz vai Martina
- Mónica Port vai Claudia Altamirano
- Marco Uriel vai Dr. Óscar Villalba
- Archie Lafranco vai Jorge Altamirano
- Víctor Alfredo Jiménez vai Roshi
- Jorge Ugalde vai Arturo Robles
- Rossana San Juan vai Zulema
- Martha Julia vai Marisol[10]